# Тунгусо-маньчжуроведение
Тунгусо-маньчжурове́дение — комплексная востоковедческая дисциплина изучения тунгусо-маньчжурских народов. Основные российские центр изучения языков и культуры тунгусо-маньчжурских народов — Институт гуманитарных исследований и проблем малочисленных народов Севера Сибирского отделения Российской Академии Наук (Якутск),  сектор тунгусо-маньчжуроведения Института филологии СО РАН (Новосибирск).

## Тунгусо-маньчжуроведы
- Аврорин, Валентин Александрович
- Грубе, Вильгельм
- Захаров, Иван Ильич
- Панкратов, Борис Иванович
- Роббек, Василий Афанасьевич
- Суник, Орест Петрович
- Шнейдер, Евгений Робертович